# Compliance
«Compliance» es una canción de la banda de rock alternativo británica Muse, lanzado a través de Warner Records el 17 de marzo de 2022 como el segundo sencillo de su próximo noveno álbum Will of the People.

## Lanzamiento
La canción "Compliance" se anunció a través de los canales de redes sociales de Muse el 11 de marzo de 2022, junto con un breve video críptico con una cita que explica la historia de fondo de la canción, que dice lo siguiente:

"Compliance" se trata de la promesa de seguridad y tranquilidad que nos venden entidades poderosas en tiempos de vulnerabilidad. Las pandillas, los gobiernos, los demagogos, los algoritmos de las redes sociales y las religiones nos seducen con falsedades engañosas y fábulas reconfortantes. Quieren que nos unamos a su estrecha visión del mundo a cambio de obediencia y haciendo la vista gorda a nuestra propia voz interna de razón y compasión. Solo necesitan nuestro cumplimiento.

Se publicaron más publicaciones en las redes sociales el 16 de marzo, el día antes del lanzamiento de "Compliance", confirmando que tanto "Compliance" como el sencillo lanzado anteriormente "Won't Stand Down" aparecerán en el próximo noveno álbum de estudio Will of the People.

## Composición y significado
«Compliance» es una canción pop con elementos de synth pop de los años 80 y 90. En ese sentido, los fanes de la banda rápidamente se refirieron a la canción como un tema que podría haber estado en su álbum anterior, «Simulation Theory». La canción tiene influencias del tema principal de Knight Rider y de «Jump» de Van Halen.
Líricamente, «Compliance» es una canción de protesta contra el establecimiento, en común con canciones anteriores de Muse como "Uprising". Presenta temas de opresión desde la perspectiva del opresor ("tenemos lo que necesitas", "no sentirás más dolor"...) como un intento de encender a la población para que acepte su discurso ante cualquier escenario alternativo.
«Compliance» se lanzó menos de un mes después del comienzo de la invasión rusa de Ucrania, y la letra destaca la difícil situación del pueblo ucraniano al exponer la perspectiva rusa del conflicto. Matt Bellamy declaró que, entre otros temas, la canción hace referencia a "nuevas guerras en Europa". En relación con la pandemia de COVID-19 en curso y la disminución del apoyo público a las restricciones pandémicas en muchos países, «Compliance» también se ha interpretado como una protesta contra las medidas de bloqueo y los mandatos de mascarillas y de vacunación por temor al virus. Bellamy desmintió esta idea: "Es una coincidencia desafortunada. Podría haber escrito esta canción en 2008 o 2005".

## Video musical
El video musical de "Compliance", dirigido por Jeremi Durand y filmado en Polonia, fue lanzado junto con el sencillo el 17 de marzo. El video presenta referencias a la película Looper de 2012; tres niños enmascarados, con máscaras que se asemejan a las de los miembros de la banda, viajan a un futuro distópico en un intento de destruirlo y salvarse a sí mismos en el futuro. La gran parte del video está filmado en cámara lenta invertida. El video musical también comparte un tema común con el lanzamiento anterior "Won't Stand Down", comenzando con la misma figura metálica enmascarada que apareció en el video musical de ese sencillo.

## Posicionamiento en lista
| Lista (2022)           | Mejor posición |
| ---------------------- | -------------- |
| UK Singles Sales (OCC) | 45             |